# Olivier Schiffmann
Pour les articles homonymes, voir Schiffmann.
Olivier Schiffmann est un mathématicien français, directeur de recherches CNRS au Laboratoire de mathématiques d'Orsay (CNRS/Université Paris-Saclay).

## Formation et carrière
Olivier Schiffmann étudie à l'École Normale Supérieure de Paris puis à l'Université de Cergy-Pontoise, où il obtient son doctorat en 2000 sous la direction de Pavel Etingof et Eric Vasserot.
Après un post-doctorat au MIT, puis à l'Université de Yale, il est chargé de recherches au CNRS, affecté à l’École Normale Supérieure de Paris, puis à l'Institut de Mathématiques de Jussieu. Il est actuellement directeur de recherches CNRS au Laboratoire de mathématiques d'Orsay (CNRS/Université Paris-Saclay).

## Travaux
Ses travaux portent sur la théorie géométrique des représentations, notamment en lien avec la physique mathématique (théorie des cordes), la théorie des algèbres de Lie et des groupes quantiques de dimension infinie, la géométrie énumérative des espaces de modules de représentations de carquois ou de fibrés vectoriels sur les courbes ou les surfaces ainsi que la combinatoire algébrique.

## Prix et distinctions
En 2020 il reçoit le prix Gabrielle-Sand de l'Académie des sciences française.
Il est conférencier invité au Congrès international des mathématiciens 2018 à Rio de Janeiro, avec une conférence intitulée Kac polynomials and Lie algebras associated to quivers and curves.